# Iglesia de San Cristóbal (Abenozas)
La iglesia de San Cristóbal de Abenozas es una iglesia española situada en Abenozas, en el término municipal de Graus, en la Ribagorza, Aragón. Se halla a 1132 metros de altitud. 

## Historia
La iglesia, de finales del siglo XI o principios del XII, aunque fue objeto de sucesivas reformas como una inscripción ubicada en dos sillares del apeo central de la ventana geminada que tienen inscrita la fecha "1627".  Actualmente está abandonada.

## Descripción

### Exterior
Se trata de un edificio de estilo románico orientado hacia el este, de una sola nave cubierta con bóveda de medio cañón revocada y pintada que se completa con una cabecera plana en cuta parte superior aun se puede observar su cornisa biselada.
En su antigua puerta principal, ubicado en el muro norte, hay una espadaña de doble ojo que se convirtió después de su construcción en un pequeño campanario mientras que la puerta actual se encuentra en el muro sur bajo un arco de medio punto dovelado a cuyo nivel hay unos mechinales que marcan un cambio de fábrica, siendo esto probablemente debido al recrecimiento del templo después de su construcción más primitiva.

### Interior
Anteriormente el interior se encontraba pintado de color gris imitando los sillares aunque esta decoración se ha perdido en gran parte, igualmente en el interior existe una capilla lateral producto de un añadido realizado en el 1827 tal y como se lee en la pintura de la unión de la cabecera con la nave. A los pies aun existe un coro alto de madera aunque en muy mal estado de conservación.